# 罗霍德
罗霍德，是匈牙利索博尔奇-索特马尔-贝拉格州所辖的一个村。总面积19.56平方公里，总人口1208，人口密度61.8人/平方公里（2011年1月1日）。